# إستفان روستي
استيفان روستي (16 نوفمبر 1891 - 12 مايو 1964) أو ستيفان روستي (باللاتينية: Stephan Rosti) ممثل مصري من مشاهير نجوم سينما الأبيض والأسود المصرية، اشتهر في أدوار الشرير الظريف. وُلد استيفانو دي روستي من أم إيطالية وأب نمساوي في 16 نوفمبر 1891، كان والده سفير النمسا بالقاهرة، انفصل والده السفير عن أمه بسبب المشاكل التي قابلت عمل الوالد الدبلوماسي فانتقل للعيش طفلا مع والدته الإيطالية والتحق بمدرسة رأس التين الابتدائية إلى أن تزوجت والدته من رجل إيطالي آخر ليترك المنزل شابا ويلتقي صدفة ب عزيز عيد الذي أعجب به لطلاقته باللغة الفرنسية والإيطالية وقدمه في فرقته. سافر إلى النمسا بحثاً عن والده ثم إلى فرنسا وألمانيا وعمل راقصاً في الملاهي الليلية وبالمصادفة التقى بمحمد كريم الذي كان يدرس الإخراج السينمائي في ألمانيا وتعرف على سراج منير الذي هجر الطب ليتفرغ لدراسة الفن وقرر استيفان أن يلتحق بنفس المعهد ليدرس التمثيل دراسة أكاديمية، وعاد إلى القاهرة وتعرفت عليه المنتجة عزيزة أمير التي انبهرت بثقافته السينمائية الكبيرة وأسندت إليه مهمة إخراج فيلم «ليلى».

## أفلام من إخراجه
- ليلى 1927
- البحر بيضحك ليه 1928
- عنتر أفندي 1935
- الورشة 1940
- ابن البلد 1942
- جمال ودلال 1945
- أحلاهم 1945

كما التقى بإسلام فاروق مخرج السنما في أوائل سنة 1910 وقدم معه فلمين فقط .

## الأفلام التي مثل فيها

### عقد العشرينات
- 1927 ليلى
- 1928 البحر بيضحك

### عقد الثلاثينات
- 1931 صاحب السعادة كشكش بيه
- 1935 عنتر أفندي
- 1937 سلامة في خير
- 1937 نشيد الأمل
- 1937 المجد الخالد
- 1938 أنا طبعي كده
- 1939 في ليلة ممطرة

### عقد الأربعينات
- 1940 الورشة
- 1941 إنتصار الشباب
- 1941 سي عمر
- 1942 إبن البلد
- 1943 الطريق المستقيم
- 1944 شهداء الغرام
- 1945 سلامة
- 1945 المظاهر
- 1945 أحلاهم
- 1946 أصحاب السعادة
- 1946 النفخة الكدابة
- 1947 إبن عنتر
- 1947 أبو حلموس
- 1947 شادية الوادي
- 1947 قلبي دليلي
- 1948 بلبل أفندي
- 1948 عنبر
- 1948 المغامر
- 1948 مغامرات عنتر وعبلة
- 1948 الهوى والشباب
- 1948 خيال امرأة
- 1949 عفريتة هانم
- 1949 إجازة في جهنم
- 1949 غزل البنات
- 1949 ليلة العيد

### عقد الخمسينات
- 1950 معلش يا زهر
- 1950 شاطئ الغرام
- 1950 آخر كدبة
- 1950 المليونير
- 1950 بنت باريز
- 1950 بلدي وخفة
- 1950 طريق الشوك
- 1951 خدعني أبي
- 1951 ليلة الحنة
- 1951 فيروز هانم
- 1952 بشرة خير
- 1952 ما تقولش لحد
- 1952 آمنت بالله
- 1952 حلال عليك
- 1953 جحيم الغيرة
- 1953 الدنيا لما تضحك
- 1953 حرام عليك
- 1953 مجلس الإدارة
- 1953 قطار الليل
- 1954 بنت البلد
- 1954 حسن ومرقص وكوهين
- 1954 رقصة الوداع
- 1954 الستات ما يعرفوش يكدبوا
- 1954 الشيخ حسن
- 1954 كدبة أبريل
- 1955 عاشق الروح
- 1955 أهل الهوى
- 1955 حب ودموع
- 1955 عرايس في المزاد
- 1956 زنوبة
- 1956 كفاية يا عين
- 1956 القلب له أحكام
- 1957 سجين أبو زعبل
- 1957 تمر حنة
- 1957 المجد
- 1958 أبو عيون جريئة
- 1958 أحبك يا حسن
- 1958 إسماعيل يس طرزان
- 1958 حبيبي الأسمر
- 1958 سيدة القصر
- 1959 حسن وماريكا
- 1959 قاطع طريق
- 1959 المليونير الفقير

### عقد الستينات
- 1960 إسماعيل يس في السجن
- 1960 حلاق السيدات
- 1961 بلا عودة
- 1961 الترجمان
- 1961 النصاب
- 1962 صراع الجبابرة
- 1962 جمعية قتل الزوجات
- 1962 ملك البترول
- 1963 امرأة على الهامش
- 1963 المجانين في نعيم
- 1963 النشال
- 1964 آخر شقاوة
- 1964 مع الناس
- 1964 الحقيبة السوداء

## وفاته
توفي في مايو عام 1964.

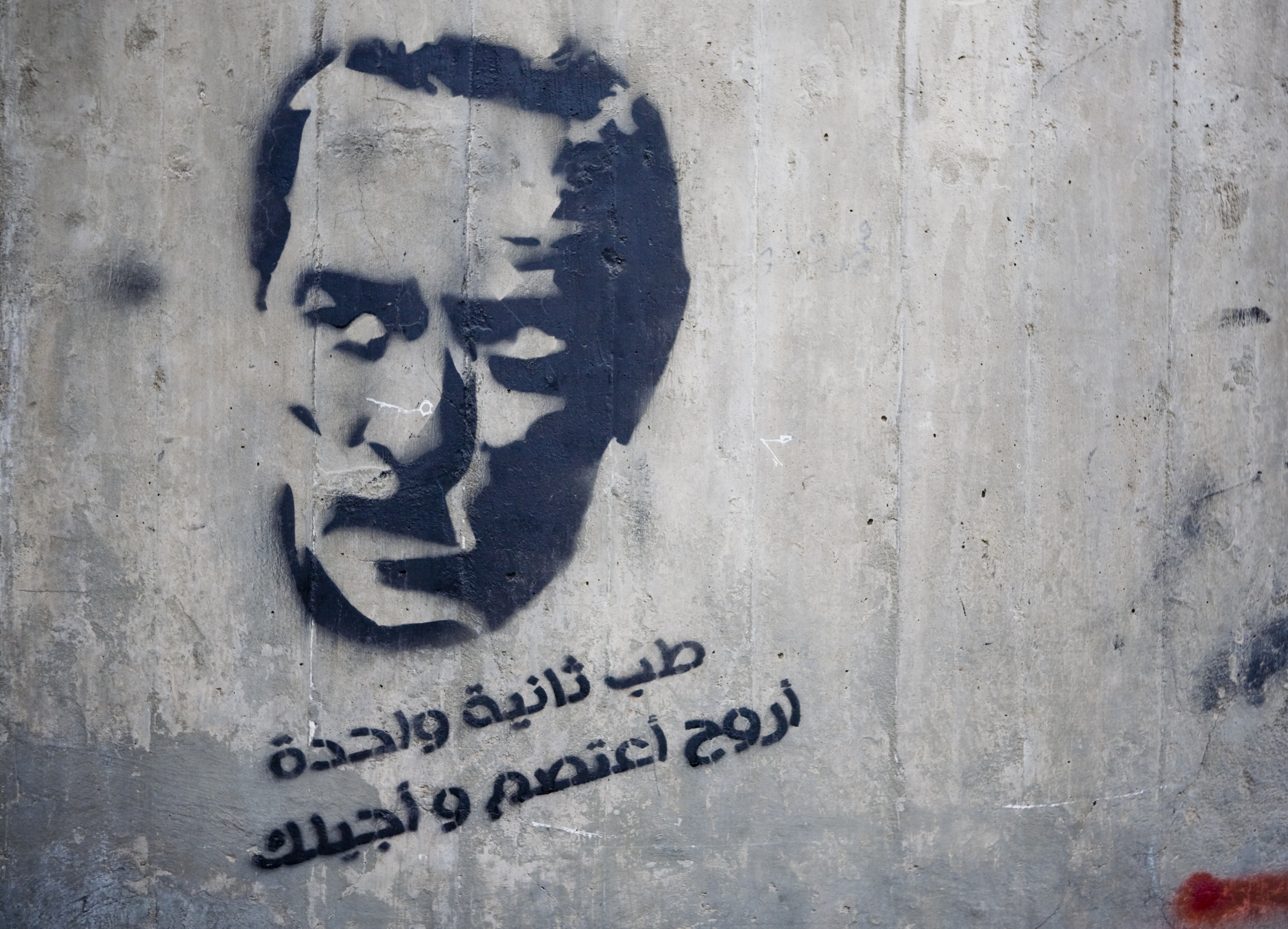
جرافيتي لإستفان روستي بشارع يوسف الجندي بالقاهرة، يستخدم إحدى أشهر عباراته في إسقاط سياسي.

في سنة 1964 إنطلقت إشاعة وفاته بينما كان يزور أحد أقاربه في الإسكندرية وأقامت نقابة الممثلين
حفل تأبين بعد أن صدقت الإشاعة، وفي منتصف الحفل جاء استيفان روستي إلى مقر النقابة ليسود الذعر الحاضرين وانطلقت ماري منيب ونجوى سالم وسعاد حسين في إطلاق الزغاريد فرحاً بوجوده على قيد الحياة.
ولكن بعد أسابيع قليلة في 26 مايو من نفس العام (1964)، توفي استيفان روستي بالفعل ولم يجدوا في جيبه بعد كل هذا العمر والنجاح والكفاح سوى عشرة جنيهات فقط.
رحل استيفان روستي عن دنيانا وكان آخر أفلامه حكاية نص الليل مع عماد حمدي وزيزي البدراوي.
وقد وصل عدد الأفلام التي شارك في تمثيلها وإخراجها والتمثيل فيها إلى 380 فيلما سينمائيا على مدى أربعين عاما هي عمره الفني. لقد نجح روستي في أن يجمع بين الشر والكوميديا، وأن يُصبح وحده تقريبا الشرير الكوميديان بين الأخيار أو لنقل أكثر الكوميديانات شرا على الشاشة أو أكثر الأشرار حضورا خفة ومرحا. وهي البصمة الخاصة التي ظل يتفرد بها على شاشة السينما حتى اليوم لم ينازعه فيها أحد سوى الفنان الكبير عادل أدهم.

## وصلات خارجية
- إستفان روستي على موقع IMDb (الإنجليزية)
- إستفان روستي على موقع قاعدة بيانات الأفلام العربية
- إستفان روستي على موقع قاعدة بيانات الفيلم (الإنجليزية)
- إستفان روستي على موقع كينوبويسك (الروسية)

https://www.youtube.com/watch?v=zBS2nJwWnRs